# Audacious
Audacious是一個自由的音樂播放軟體。其執行在POSIX相容系統上，如Linux。
Audacious使用Plugin機制來實現各種功能。在大部分的系統上，Audacious已預設安裝好一套Plugin，提供播放一些音樂格式的能力，如MP3、Ogg Vorbis、FLAC等。

## 歷史
Audacious剛開始是Beep Media Player 0.9.7.1的分支，其本身也是XMMS的分支. Ariadne "kaniini" Conill 因為原來開發BMP的團隊決定停止開發BMP，轉而開發新的播放器xBMP，所以決定從Beep Media Player 分支出Audacious來開發。
Audacious 2.x 同時包含先前 Winamp 的介面與新的GTK+介面，GTKUI ，大致模仿了Foobar2000的介面。Audacious 2.4 版的預設介面為GTKUI。
3.0版本之前，Audacious默認使用GTK+ 2.x工具箱。2.5版本加入了GTK+ 3.x的部分支援；隨後的3.0版本更完全支援了GTK+ 3.x，並將其設為默認。

## 格式支援
- MP3
- Advanced Audio Coding（AAC及AAC+）
- Ogg Vorbis
- FLAC
- WavPack
- Musepack
- TTA
- Windows Media Audio（WMA）
- Apple Lossless（ALAC）
- 150種模塊格式
- 多種芯片音樂格式：AY、GBS、GYM（英语：GYM）、HES、KSS、NSF、NSFE、SAP、SPC、VGM、VGZ、VTX
- Playstation音訊：PSF1及PSF2（英语：PSF2）
- Nintendo DS聲音格式：2SF
- 藉由AdPlug程式庫實作的即興芯片音樂
- WAV格式由sndfile plugin提供
- 藉由本機作業系統合成器或TiMdity實作的MIDI
- CD音訊

## 外掛
Audacious大部分的功能來自plugins，包括所有的編解碼器。更多的功能也經由 plugins 運作。
目前Audacious核心的Plugin可以分成以下這些 (有些是低階而不為使用者所見的)：
- Decoder plugins, 所有的解碼器。
- Transport plugins, 低階並使用VFS layer實作。
- General plugins, 提供使用者增加之功能到播放器上 (比如使用 AudioScrobbler 傳送音軌)
- Output plugins, 提供播放器音源系統的Backend。
- Visualization plugins, 提供wave資料快速傅立葉變換後之視覺化效果呈現。
- Effect plugins, 提供音效處理的功能。
- Container plugins, 提供播放列表與相似的結構。
- Lowlevel plugins, 提供其他的功能，而未被分類的plugin。

## 面板
Audacious 提供完整的 Winamp 2 面板支援,而到1.2版時, 也支援其他的面板。  Winamp .wsz 面板檔, 一種ZIP檔, 可以直接被使用, 或解壓縮到不同的資料夾。此軟體可使用Winamp 檔 裡的 Windows Bitmap (.bmp) 圖檔 , 雖然通常在Linux使用的是 PNG (.png) 檔。 Audacious 1.x 可讓使用者調整面板的 RGB 色彩。

## 外部連結
- Home page（页面存档备份，存于）
- Code repository*
- Bug tracker*